# Hongrie au Concours Eurovision de la chanson 2016
La Hongrie est l'un des quarante-deux pays participants du Concours Eurovision de la chanson 2016, qui se déroule à Stockholm en Suède. Le pays est représenté par le chanteur Freddie et sa chanson Pioneer, sélectionnés via l'émission A Dal. Lors de la finale, le pays termine 19e, recevant 108 points.

## Sélection
Le 19 octobre 2015, le diffuseur hongrois confirme sa participation à l'Eurovision 2016. A Dal 2016 sera la cinquième édition de ce processus de sélection, servant à sélectionner le représentant de la Hongrie à l'Eurovision. Tous les shows seront diffusés à la télévision hongroise ainsi que sur internet. 

### Format
Le format de la sélection A Dal se déroulera du 23 janvier au 27 février 2016. Les six soirées se dérouleront dans les studios MTVA hongrois à Budapest et présentés par Csilla Tatár, porte-parole hongroise à l'Eurovision 2015 en Autriche. Les trois auditions, se déroulant du 23 janvier au 6 février 2016 proposeront dix chansons chacun, dont six qualifiés sortiront à chaque fois. Les demi-finales, se tenant du 30 janvier au 6 février 2016, proposeront neuf chansons dont seulement quatre se qualifieront pour la finale, se déroulant le 27 février 2016, et sélectionnera le représentant hongrois à l'Eurovision.

### Chansons
Les chansons qui concourront pour la victoire sont indiquées dans le tableau ci-dessous. Parmi ces trente chansons, figure l'ancien représentant hongrois à l'Eurovision 2014, András Kállay-Saunders.
| Artiste                  | Chanson                  |
| ------------------------ | ------------------------ |
| André Vásáry             | Why                      |
| Anna Patai               | Colors                   |
| B The First              | You Told Me You Loved Me |
| Bálint Gájer             | Speed Bump               |
| Benji                    | Kötéltánc                |
| ByTheWay                 | Free to Fly              |
| C.E.T.                   | Free                     |
| Egy Másik Zenekar        | Kéne közös kép           |
| Fatima Mohamed           | Ott leszek               |
| Freddie                  | Pioneer                  |
| Gergő Oláh               | Győz a jó                |
| Group'n'Swing            | Szeretni fáj             |
| Ív                       | Love Kills Me            |
| Jázmin Török             | Power Of Love            |
| Júlia Hóranyi            | Come Along               |
| Kállay Saunders Band     | Who We Are               |
| Karmapolis & Böbe Szécsi | Hold On To               |
| Laci Gáspár              | Love and Bass            |
| Maszkura és a Töcsökraj  | Kinek sírjam             |
| Misztrál                 | Reggeli reggae1          |
| Mushu                    | Uncle Tom                |
| Nika                     | Beautiful Love           |
| Odett                    | Stardust                 |
| Olivér Berkes            | Seven Seas               |
| Parno Graszt             | Már nem szédülök         |
| Passed                   | Driftin                  |
| Pétra Veres-Kovács       | Singing Peace            |
| Petrushka                | Trouble In My Mind       |
| Reni Tolvai              | Fire                     |
| Szilvia Agárdi           | It Is Love               |
| Viki Singh               | Katonák                  |

1 : Cette chanson fut disqualifiée le 29 décembre 2015 en raison de sa présentation avant le 1er septembre 2015, date fixée par l'UER pour les chansons voulant participer au concours.

### Émissions

#### Auditions
Les auditions auront lieu les 23 et 30 janvier ainsi que le 6 février 2016. Dix chansons participeront dans chacune d'entre elles, et chaque fois, six accèderont aux demi-finales. Les chansons qualifiées seront choisies en deux temps. Tout d'abord, le jury et le public attribueront une note sur dix à chaque chanson. Au terme de la procédure, les cinq premiers du classement sont qualifiés. Ensuite, les cinq autres chansons sont soumises à un vote du public seul, au terme duquel une sixième chanson est qualifiée.
- Qualifiés par le jury et le télévote
- Qualifié par le télévote seul

##### Audition 1
| Ordre | Artiste            | Chanson        | Pierrot | Zséda | K. Frenreisz | M. Both | Télévote | Total | Place |
| ----- | ------------------ | -------------- | ------- | ----- | ------------ | ------- | -------- | ----- | ----- |
| 1     | Odett              | Stardust       | 7       | 8     | 6            | 8       | 5        | 34    | 7     |
| 2     | Fatima Mohamed     | Ott leszek     | 6       | 7     | 6            | 6       | 5        | 30    | 10    |
| 3     | ByTheWay           | Free to Fly    | 6       | 8     | 7            | 5       | 5        | 31    | 9     |
| 4     | Mushu              | Uncle Tom      | 7       | 8     | 7            | 8       | 6        | 36    | 3     |
| 5     | Jázmin Török       | Power Of Love  | 8       | 8     | 7            | 7       | 5        | 35    | 6     |
| 6     | Benji              | Kötéltánc      | 7       | 9     | 8            | 9       | 6        | 39    | 2     |
| 7     | Egy Másik Zenekar  | Kéne közös kép | 4       | 10    | 7            | 9       | 6        | 36    | 3     |
| 8     | Pétra Veres-Kovács | Singing Peace  | 7       | 5     | 6            | 7       | 7        | 32    | 8     |
| 9     | Freddie            | Pioneer        | 9       | 9     | 9            | 7       | 8        | 42    | 1     |
| 10    | Reni Tolvai        | Fire           | 5       | 10    | 7            | 7       | 6        | 35    | 5     |

##### Audition 2
| Ordre | Artiste                  | Chanson       | Pierrot | Zséda | K. Frenreisz | M. Both | Télévote | Total | Place |
| ----- | ------------------------ | ------------- | ------- | ----- | ------------ | ------- | -------- | ----- | ----- |
| 1     | Passed                   | Driftin'      | 8       | 7     | 7            | 7       | 5        | 34    | 6     |
| 2     | Group 'n' Swing          | Szeretni fáj  | 5       | 8     | 6            | 7       | 5        | 31    | 9     |
| 3     | Anna Patai               | Colors        | 6       | 8     | 7            | 6       | 5        | 32    | 7     |
| 4     | Maszkura és a Töcsökraj  | Kinek sírjam  | 5       | 8     | 6            | 9       | 4        | 32    | 7     |
| 5     | C.E.T.                   | Free          | 5       | 6     | 6            | 5       | 5        | 27    | 10    |
| 6     | Gergő Oláh               | Győz a jó     | 7       | 10    | 8            | 8       | 6        | 39    | 2     |
| 7     | Laci Gáspár              | Love and Bass | 7       | 9     | 8            | 7       | 6        | 37    | 4     |
| 8     | André Vásáry             | Why           | 9       | 9     | 8            | 7       | 6        | 39    | 2     |
| 9     | Karmapolis & Böbe Szécsi | Hold on to    | 8       | 8     | 6            | 8       | 6        | 36    | 5     |
| 10    | Kállay-Saunders Band     | Who we are    | 8       | 9     | 9            | 7       | 8        | 41    | 1     |

##### Audition 3
| Ordre | Artiste                   | Chanson                  | Pierrot | Zséda | K. Frenreisz | M. Both | Télévote | Total | Place |
| ----- | ------------------------- | ------------------------ | ------- | ----- | ------------ | ------- | -------- | ----- | ----- |
| 1     | Nika                      | Beautiful love           | 6       | 9     | 7            | 7       | 5        | 34    | 5     |
| 2     | B The First               | You told me you loved me | 7       | 9     | 7            | 8       | 5        | 36    | 4     |
| 3     | Ív                        | Love kills me            | 8       | 7     | 7            | 6       | 5        | 33    | 8     |
| 4     | Bálint Gájer              | Speed Bump               | 6       | 7     | 7            | 6       | 7        | 33    | 8     |
| 5     | Parno Graszt              | Már nem szédülök         | 7       | 9     | 8            | 9       | 5        | 38    | 3     |
| 6     | Viki Singh                | Katonák                  | 5       | 8     | 7            | 8       | 6        | 34    | 5     |
| 7     | Júlia Horányi             | Come along               | 5       | 7     | 7            | 6       | 6        | 31    | 10    |
| 8     | Petruska                  | Trouble in my mind       | 9       | 9     | 8            | 9       | 7        | 42    | 1     |
| 9     | Olivér Berkes & Andi Tóth | Seven seas               | 5       | 7     | 9            | 6       | 7        | 34    | 5     |
| 10    | Szilvia Agárdi            | It is love               | 8       | 9     | 8            | 8       | 7        | 40    | 2     |

#### Demi-finales
Les demi-finales auront lieu les 13 et 20 février. Neuf chansons participeront dans chacune d'entre elles, et chaque fois, quatre accèderont à la finale. 
De façon similaire aux auditions, les qualifiés seront choisis en deux temps. Les trois premiers qualifiés seront les trois mieux classés après l'attribution des notes du jury et du public. Les six restantes seront soumises ensuite au télévote afin de désigner le quatrième finaliste.
- Qualifiés par le jury et le télévote
- Qualifié par le télévote seul

##### Première demi-finale
| Ordre | Artiste                  | Chanson                  | Pierrot | Zséda | K. Frenreisz | M. Both | Télévote | Total | Place |
| ----- | ------------------------ | ------------------------ | ------- | ----- | ------------ | ------- | -------- | ----- | ----- |
| 1     | Reni Tolvai              | Fire                     | 5       | 9     | 7            | 7       | 5        | 33    | 8     |
| 2     | Petruska                 | Trouble in my mind       | 9       | 9     | 9            | 9       | 7        | 43    | 1     |
| 3     | Szilvia Agárdi           | It is love               | 8       | 8     | 8            | 8       | 7        | 39    | 4     |
| 4     | B The First              | You told me you loved me | 6       | 8     | 7            | 8       | 6        | 35    | 6     |
| 5     | Gergő Oláh               | Győz a jó                | 7       | 10    | 9            | 9       | 7        | 42    | 2     |
| 6     | Benji                    | Kötéltanc                | 6       | 7     | 7            | 7       | 6        | 33    | 8     |
| 7     | Kállay-Saunders Band     | Who we are               | 8       | 9     | 9            | 7       | 8        | 41    | 3     |
| 8     | Karmapolis & Böbe Szécsi | Hold on to               | 7       | 7     | 7            | 8       | 6        | 35    | 6     |
| 9     | Mushu                    | Uncle Tom                | 7       | 8     | 8            | 9       | 7        | 39    | 4     |

##### Deuxième demi-finale
| Ordre | Artiste                   | Chanson          | Pierrot | Zséda | K. Frenreisz | M. Both | Télévote | Total | Place |
| ----- | ------------------------- | ---------------- | ------- | ----- | ------------ | ------- | -------- | ----- | ----- |
| 1     | Egy Másik Zenekar         | Kéne közös kép   | 4       | 8     | 7            | 9       | 5        | 33    | 6     |
| 2     | Olivér Berkes & Andi Tóth | Seven seas       | 5       | 8     | 8            | 6       | 6        | 33    | 6     |
| 3     | André Vásáry              | Why              | 10      | 9     | 9            | 8       | 6        | 42    | 2     |
| 4     | Passed                    | Driftin'         | 7       | 7     | 7            | 6       | 6        | 33    | 6     |
| 5     | Laci Gáspár               | Love and Bass    | 6       | 8     | 8            | 7       | 6        | 35    | 5     |
| 6     | Nika                      | Emlékkép         | 8       | 9     | 8            | 8       | 6        | 39    | 4     |
| 7     | ByTheWay                  | Free to fly      | 6       | 7     | 7            | 6       | 5        | 31    | 9     |
| 8     | Freddie                   | Pioneer          | 10      | 10    | 10           | 8       | 9        | 47    | 1     |
| 9     | Parno Graszt              | Már nem szédülök | 9       | 9     | 8            | 10      | 6        | 42    | 2     |

#### Finale
La finale aura lieu le 27 février et présentera huit chansons. Chaque juré attribue quatre notes : 4, 6, 8 et 10 à ses quatre chansons préférées, les autres ne reçoivent pas de points. Après attribution des notes par le jury , les quatre mieux classées sont soumises, lors d'une deuxième phase, au vote du public afin de désigner le (la) représentant(e) de la Hongrie à l'Eurovision 2016.
| Ordre | Artiste                   | Chanson            | Pierrot | Zséda | K. Frenreisz | M. Both | Total |
| ----- | ------------------------- | ------------------ | ------- | ----- | ------------ | ------- | ----- |
| 1     | Mushu                     | Uncle Tom'         | -       | -     | -            | -       | 0     |
| 2     | Parno Graszt              | Már nem szédülök   | -       | -     | -            | 4       | 4     |
| 3     | Olivér Berkes & Andi Tóth | Seven seas         | -       | 4     | -            | -       | 4     |
| 4     | Petruska                  | Trouble in my mind | -       | -     | 4            | 10      | 14    |
| 5     | Gergő Oláh                | Győz a jó          | 6       | 8     | 6            | 8       | 28    |
| 6     | Freddie                   | Pioneer            | 8       | 10    | 10           | 6       | 34    |
| 7     | Kállay-Saunders Band      | Who we are'        | 4       | 6     | 8            | -       | 18    |
| 8     | André Vásáry              | Why                | 10      | -     | -            | -       | 10    |

- Qualifiés par le jury et le télévote
- Chanson gagnante après vote du public

Au terme de la finale, Freddie et sa chanson Pioneer sont désignés représentants de la Hongrie pour l'Eurovision 2016.

## À l'Eurovision
La Hongrie participe à la première demi-finale, le 10 mai 2016. Arrivée 4e avec 197 points, la Hongrie se qualifie pour la finale, où elle arrive 19e avec 108 points.